# Пеунешть (Арджеш)
Пеунешть, Пеунешті (рум. Păunești) — село у повіті Арджеш в Румунії. Входить до складу комуни Чомеджешть.
Село розташоване на відстані 138 км на захід від Бухареста, 33 км на захід від Пітешть, 76 км на північний схід від Крайови, 127 км на південний захід від Брашова.

## Населення
За даними перепису населення 2002 року у селі проживали 110 осіб, усі — румуни. Усі жителі села рідною мовою назвали румунську.